# Torneo Internacional Challenger Leon 2006
Il Torneo Internacional Challenger Leon 2006 è stato un torneo di tennis facente parte della categoria ATP Challenger Series nell'ambito dell'ATP Challenger Series 2006. Il torneo si è giocato a León in Messico dal 17 al 23 aprile 2006 su campi in cemento.

## Vincitori

### Singolare
Phillip Simmonds ha battuto in finale  Dick Norman con il punteggio di 3–6, 7–6(4), 6–2

### Doppio
Juan-Manuel Elizondo /  Miguel Gallardo-Valles hanno battuto in finale  Dawid Olejniczak /  Alexander Satschko con il punteggio di 6–3, 6–4